# Batalla de Dubravnica
La batalla de Dubravnica (Битка на Дубравници) se libró en el verano de 1380 o en diciembre de 1381, sobre el río Dubravnica cerca de Paraćin en el centro de la actual Serbia, entre las fuerzas serbias del príncipe Lazar de Serbia liderados por los comandantes Vitomir y Crep y la invasión turca del sultán Murad I. La batalla fue la primera mención histórica de los movimientos otomanos en territorio del príncipe Lazar. Después de esta batalla no hay ningún registro de cualquier hostilidad entre Lazar y los turcos hasta 1386. El ejército serbio salió victorioso, aunque los detalles de la batalla son escasos.

En el verano de 1380, Crep y Vitomir mataron (derrotaron) a los turcos sobre el Dubravnica
Crónicas de Lazar